# Silver Bay (Minnesota)
Silver Bay es una ciudad ubicada en el condado de Lake, en el estado estadounidense de Minnesota. En el Censo de 2010 tenía una población de 1887 habitantes y una densidad de 87,15 personas por km².

## Geografía
Silver Bay se encuentra ubicada en las coordenadas 47°17′36″N 91°16′37″O / 47.29333, -91.27694. Según la Oficina del Censo de los Estados Unidos, Silver Bay tiene una superficie total de 21.65 km², de la cual 20.44 km² corresponden a tierra firme y (5.59%) 1.21 km² es agua.

## Demografía
Según el censo de 2010, había 1887 personas residiendo en Silver Bay. La densidad de población era de 87,15 hab./km². De los 1887 habitantes, Silver Bay estaba compuesto por el 97.88% blancos, el 0.21% eran afroamericanos, el 0.32% eran amerindios, el 0.26% eran asiáticos, el 0.32% eran de otras razas y el 1.01% pertenecían a dos o más razas. Del total de la población el 0.9% eran hispanos o latinos de cualquier raza.